# ۱۳ آبان
۱۳ آبان دویست و بیست و نهمین روز سال در گاه‌شماری خورشیدی است. به پایان سال ۱۳۶ روز (۱۳۷ روز در سال کبیسه) باقی‌است.

## رویدادها
- ۱۳۴۳ - تبعید روح‌الله خمینی به ترکیه
- ۱۳۵۸ - گروگان‌گیری در سفارت آمریکا[۱]
- ۱۳۸۲ - تصویب سند چشم‌انداز ۱۴۰۴ ایران
- ۱۳۸۸ - تظاهرات هواداران جنبش سبز
- ۱۳۸۸ - آتش‌سوزی بازار تبریز
- ۱۴۰۱ - جمعه خونین خاش

## مناسبت‌ها
روز دانش اموز
روز استکبار ستیزی

## زادروزها
- ۱۳۳۰ - بهرام افشار، گوینده خبر
- ۱۳۵۵ - هادی کاظمی، بازیگر
- ۱۳۶۹ - شمال خدیری‌پور، از کشته‌شدگان خیزش ۱۴۰۱ ایران

## درگذشت‌ها
- ۱۳۲۵ - سید ابوالحسن اصفهانی، از مراجع تقلید شیعه
- ۱۳۲۸ - عبدالحسین هژیر، از نخست وزیران ایران در دوران دودمان پهلوی
- ۱۳۹۱ - فتحعلی واشقانی، خوشنویس و نخستین آموزگار انجمن خوش‌نویسان ایران
- ۱۳۹۱ - ستار بهشتی، کارگر، وبلاگ‌نویس و زندانی سیاسی
- ۱۴۰۱ - نسرین قادری، از کشته‌شدگان خیزش ۱۴۰۱ ایران
- ۱۴۰۲ - اکبر گلپا، خواننده